# Macroglossum schnitzleri
Macroglossum schnitzleri  es una polilla de la familia Sphingidae que vuela en las Molucas, (Indonesia).